# Thordis Arrhenius
Thordis Eva Kristina Arrhenius, född 1964, är en svensk arkitekturhistoriker.
Arrhenius tog en M.A.-examen i arkitektur vid Kungliga Tekniska högskolan (KTH) och en M.A-examen i arkitekturens historia och teori vid Architectural Association School of Architecture i London. Hon blev filosofie doktor i arkitektur vid Kungliga tekniska högskolan 2003. Hon var professor i arkitekturhistoria vid Arkitektur- og designhøgskolen i Oslo (AHO) 2007-2014. Mellan 2014 och 2018 var hon professor i Tema kultur och samhälle, särskilt kulturarv, vid Linköpings universitet. Hon återvände till KTH 2018 som lektor. Sedan 2021 är hon professor vid KTH.
Arrhenius forskar inom arkitektur och stadsplanering med fokus på hur arkitektur kan verka och utvecklas i en byggnadshistorisk kontext. Frågor i fokus är materiellt kulturarv – hur det bevarats och förs vidare till framtida generationer, och hur det har samlats och visats fram för en allmänhet.